# Bundeshandelsakademie und Bundeshandelsschule Oberpullendorf
Die Bundeshandelsakademie und Bundeshandelsschule Oberpullendorf ist eine Handelsakademie und Handelsschule des Bundes in der Stadtgemeinde Oberpullendorf im Bezirk Oberpullendorf im Burgenland.

## Geschichte
Eine Initiative von 14 Gewerbetreibenden der damaligen Marktgemeinde ersuchten 1969 den Bürgermeister Josef Seifried um Unterstützung für die Errichtung einer Handelsschule. 1970 beschloss der Gemeinderat dieses Anliegen. Mit Unterstützung des Landesschulinspektors Ferdinand Hoff wurde das Schuljahr 1970/1971 als Privatschule mit zwei Klassen und 9 Lehrpersonen als Handelsschule der Marktgemeinde Oberpullendorf begonnen. Mit Bescheid vom Bundesministerium für Unterricht und Kunst erhielt die Schule mit dem Schuljahr 1971/1972 das Öffentlichkeitsrecht. Zum 7. Februar 1972 sah das Schulentwicklungsprogramm des Bundes eine Handelsakademie und Handelsschule in Oberpullendorf vor, weshalb mit dem Schuljahr 1972/1973 auch mit einer Handelsakademie begonnen wurde. Ab 1973 übernahm der Bund die Personalkosten und ab 1978 die Gesamtkosten. Am 6. Oktober 1978 wurde das neugebaute Schulgebäude mit dem Bautenminister Josef Moser und Unterrichtsminister Fred Sinowatz feierlich eröffnet.
Zurzeit bestehen Kooperationen mit internationalen Universitäten und Teilnahmen am Erasmus-Programm.

## Leitung
- 1970–1971 Karl Wiltschko
- 1971–1984 Herbert Simon, ab 1984 Schulinspektor des Burgenlandes
- 1984–1987 Christa Krammer, ab 1987 Landesrätin für Kultur des Burgenlandes
- 1987–1999 Wladimir Vukovich
- 2000–2002 Alois Grill
- 2002–2014 Helene Schütz-Fatalin
- 2014–2020 Robert Friedl
- seit Sonja Hasler